# Lucas Dussoulier
Lucas Dussoulier (Libourne, 27 luglio 1996) è un cestista francese.